# Szalma László
Szalma László (Nagymaros, 1957. október 27. –) kétszeres fedett pályás atlétikai Európa-bajnok, távolugró.

## Pályafutása
Már a nagymarosi általános iskolájában elkezdett foglalkozni a távolugrással: 14 évesen megnyerte az úttörőolimpia távolugrás országos döntőjét. A győzelem után a Vasashoz igazolt, majd felvételizett a budapesti Petőfi Sándor Gimnázium sport tagozatára. Első érmeit 1977-ben szerezte, az 1977-es magyar fedett pályás atlétikai bajnokságon aranyérmet, a San Sebastián-i fedett pályás atlétikai Európa-bajnokságon bronzérmet szerzett. Gimnázium után először a Magyar Testnevelési Egyetemen, majd a Semmelweis Egyetem Testnevelési és Sporttudományi Karán folytatta. 1978-ban, a milánói fedett pályás atlétikai Európa-bajnokságon megszerezte első Európa-bajnoki aranyát. Az első olimpiája az 1980-as moszkvai olimpia volt, ahonnan távolugrásban 4. helyezettként térhetett haza. Az 1981-es nyári universiadén aranyérmet szerzett.
A legelső, 1983-as atlétikai világbajnokság résztvevője volt, ahol 4. helyet szerzett. Az 1984-es olimpián a bojkott miatt nem vehetett részt. Az 1985-ös magyar atlétikai bajnokságon ugrotta meg pályafutása legnagyobb távját: 8,3 métert, amivel jelenleg is tartja az országos csúcsot. Az 1988-as szöuli olimpián 6. helyen végzett. Utolsó olimpiai részvétele az 1992-es barcelonai olimpián volt, ahol nem tudott bekerülni a döntőbe. Még ebben az évben visszavonult.
Visszavonulása után a Testnevelési Egyetemen tanít és edzősködik, de atlétika mellett golfot is oktat.
Felesége Szőnyi Kinga modell, fotómodell, műsorvezető, politikus, 2 gyermekük van.

## Egyéni legjobb eredményei
Szabadtér
| Szám       | Távolság | Hely     | Dátum           |
| ---------- | -------- | -------- | --------------- |
| Távolugrás | 8,30 m   | Budapest | 1985. július 7. |

Fedett pálya
| Szám       | Távolság | Hely   | Dátum             |
| ---------- | -------- | ------ | ----------------- |
| Távolugrás | 8,24 m   | Madrid | 1986. február 22. |

## Díjai, elismerései
- Az év magyar atlétája (1980, 1983, 1985, 1988, 1989)
- Kemény Ferenc-díj (1993)
- Pro Urbe díj (2012)
- A Magyar Érdemrend lovagkeresztje (2017)
- Mesteredző (2023)[8]